# Subtropischer Regenwald

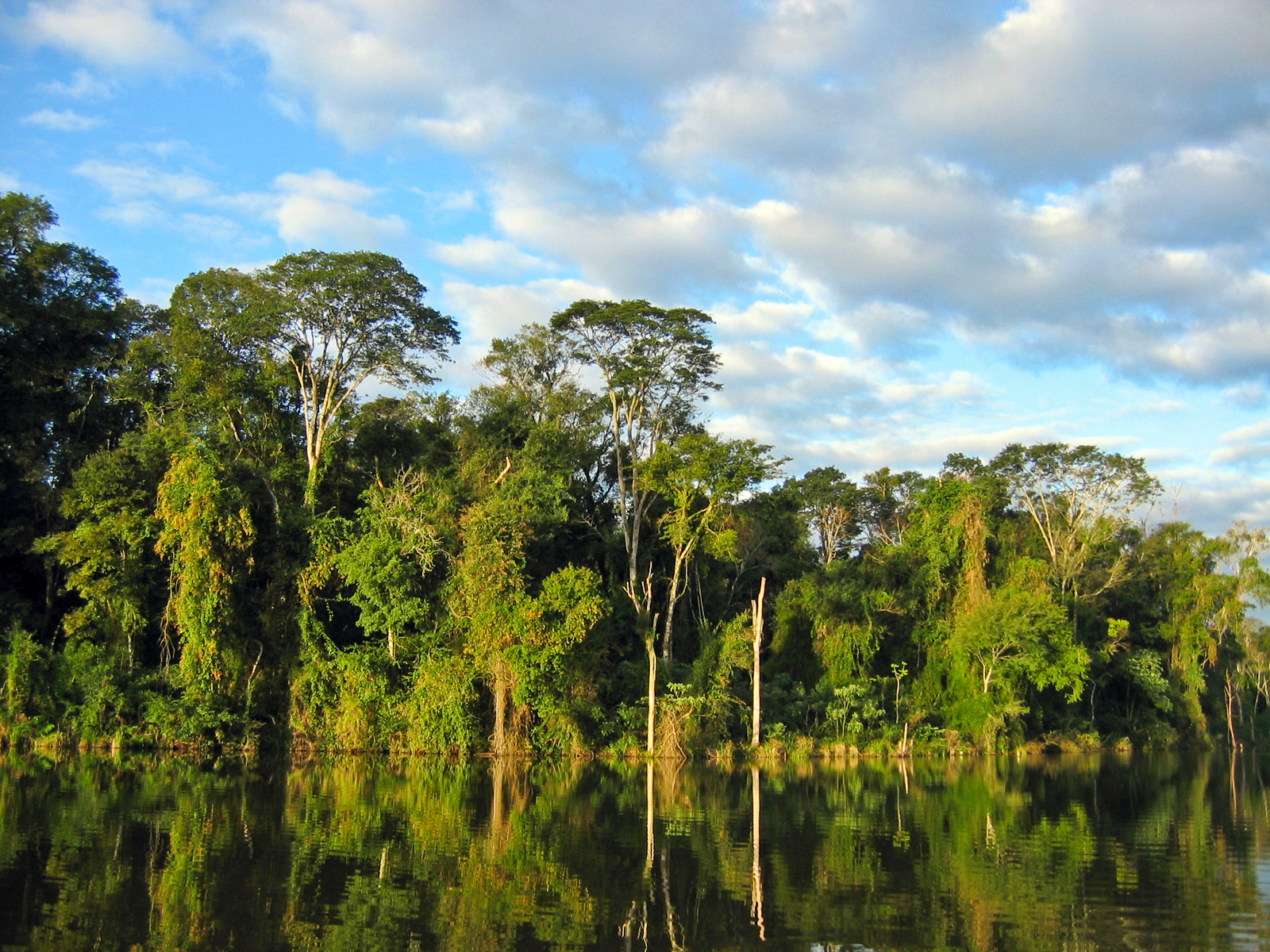
Atlantischer Regenwald in Paraguay: Auf den ersten Blick nicht vom tropischen Regenwald zu unterscheiden

Der subtropische Regenwald (zur besseren Abgrenzung korrekt Immergrüner subtropischer Regenwald) ist die Fortsetzung tropischer Regenwälder in die subtropische Lorbeerwaldzone. Als Vegetationsregion kommt er im küstennahen Südostbrasilien, im Osten Südafrikas, an der Südostküste Australiens, auf der nördlichen Halbinsel der neuseeländischen Nordinsel und im nordöstlichen Südostasien vor. Zudem werden Wälder im Anschluss an Gebirgsregenwälder der Tropen in der darüberliegenden Höhenstufe manchmal so genannt, sofern dort keine Wolkenwälder vorkommen (die Bezeichnung ist dafür jedoch irreführend, da es sich tatsächlich um montane Wälder der Tropen und nicht der Subtropen handelt).
Der Flächenanteil ist weltweit sehr gering, da die Niederschlagsverhältnisse in den Subtropen aufgrund der dort vorherrschenden Wettersysteme nur in wenigen küstennahen Räumen ausreichend ganzjährig feucht sind. Der jährliche Niederschlag liegt bei etwa 1.500 Millimeter bis über 2.000 mm. Im tropischen Regenwald liegt der Niederschlag dagegen bei (unter) 2.000 bis (zum Teil weit) über 4.000 mm. Im Gegensatz zu den Lorbeerwäldern treten in den subtropischen Regenwäldern praktisch keine Fröste auf.
Als Übergangszone ist die Vegetation den tropischen Regenwäldern sehr ähnlich, sodass ebenfalls Bäume mit Stelz- und Brettwurzeln vorkommen, allerdings in geringerer Zahl. Das Kronendach besteht aus zwei bis drei Schichten. Ebenso gibt es Emergenten von bis zu 50 m Höhe, die das 20 bis 35 m hohe Baumkronendach überragen. An Höhe und Dichte stehen sie den tropischen Regenwäldern demnach oftmals nicht viel nach. Sie sind jedoch deutlich artenärmer. Der Reichtum an Lianen und Epiphyten erreicht mancherorts die Zahl der tropischen Regenwälder. Typisch sind Baumfarne sowie im Unterschied zu den Tropenwäldern das Auftreten von Nadelbäumen.
Die Bezeichnung wird selten verwendet und manchmal nicht von den Lorbeerwäldern differenziert.